# Hamburg (Iowa)
Hamburg é uma cidade localizada no estado americano de Iowa, no Condado de Fremont.

## Demografia
Segundo o censo americano de 2000, a sua população era de 1240 habitantes.
Em 2006, foi estimada uma população de 1214, um decréscimo de 26 (-2.1%).

## Geografia
De acordo com o United States Census Bureau tem uma área de
2,9 km², dos quais 2,9 km² cobertos por terra e 0,0 km² cobertos por água. Hamburg localiza-se a aproximadamente 280 m acima do nível do mar.

## Localidades na vizinhança
O diagrama seguinte representa as localidades num raio de 20 km ao redor de Hamburg.